# Gilles Binya
Gilles Augustin Binya (ur. 29 sierpnia 1984 w Jaunde) – kameruński piłkarz występujący na pozycji bocznego obrońcy lub defensywnego pomocnika.

## Kariera klubowa
Karierę rozpoczął w Tonnerre Jaunde. W 2003 roku zajął z tym klubem 11. miejsce, a rok później 4. Następnie po Binyie zgłosił się algierski MC Oran i piłkarz zmienił barwy klubowe. Początkowo nie mógł przebić się do pierwszego składu, jednak z czasem było lepiej. W sezonie 2005/2006 na stałe wskoczył do podstawowej jedenastki, rozgrywając 23 mecze. Sezon później MC Oran zajął 6. pozycję w lidze i był to najlepszy rezultat od czasów występów Binyi w tym klubie. Dobra gra zaowocowała transferem do lepszego klubu. Po młodego Kameruńczyka zgłosiła się SL Benfica i piłkarz za 500 000 € przeniósł się do Portugalii. W październiku 2007 podczas meczu Ligi Mistrzów z Celticem Glasgow Binya został ukarany czerwoną kartką przez szwedzkiego arbitra Martina Hanssona za brutalny faul na Scottcie Brownie. 16 listopada UEFA zawiesiła Kameruńczyka na 6 meczów kary. Na sezon 2009/2010 Binya został wypożyczony do szwajcarskiego Neuchâtel Xamax. 16 czerwca 2010 roku podpisał z tym klubem trzyletni kontrakt. W 2011 roku odszedł do Gaziantepsporu, a w 2015 do Elazığsporu.
W 2017 roku został zawodnikiem klubu Merit Alsancak Yeşilova SK z Cypru Północnego.

## Kariera reprezentacyjna
W reprezentacji Kamerunu Binya zadebiutował w 2007 roku. W 2008 roku wystąpił w Pucharze Narodów Afryki, a w 2009 roku wywalczył awans na Mistrzostwa Świata w RPA.